# Los Alces
Los Alces es una empresa chilena de transporte de pasajeros con ubicación central en la ciudad de Concepción (Chile). 
Conecta a la capital penquista con las comunas de Coronel, Lota, Arauco, Curanilahue y Lebu, a través de la Ruta CH-160 o comúnmente llamada Ruta 160, además de servicios hacia en interior en la comuna de Arauco, como lo son Tubul, Llico y Punta Lavapie a través de la Ruta P-20 y P-22 respectivamente.

## Historia
Buses Los Alces nace en 1954 conectando la Provincia de Arauco con la Provincia de Concepción (Chile), sus inicios fueron como una asociación gremial de transportistas, hasta que en 1980 con la nueva Constitución Política de la República de Chile de 1980, se otorga la libertad empresarial y de esta forma se da origen a La Empresa de transportes de pasajeros Los Alces sociedad anónima. Entre sus principales accionistas se encuentran su representante legal, Nelson Hermosilla Toloza, y su jefe de operaciones Juan Fritis Burgos.[cita requerida]
Al llegar la década de los 90 las comunas de Coronel y Lota, comienzan a crecer rápidamente; al incrementarse los viajes entre la capital regional y la zona minera, se mejoran las vías de acceso y se termina la construcción de un segundo puente en el río Bio-Bio (Juan Pablo II), tras lo que la empresa centró sus operaciones en esta zona para beneficiarse de las nuevas infraestructuras.[cita requerida]

## Funcionamiento
Su estructura es bastante especial, ya que no funciona como una empresa normalmente constituida. Está formada por un departamento administrativo que vende planillas de recorrido a sus prestadores de servicios, personas o empresas ajenas a la empresas pero reconocidos legalmente por el SEREMI de transportes de la región; de esta forma sus ingresos se reducen solo a la venta de este instrumento el que además da derecho a ingresar a los terminales de la empresa. Los prestadores de servicio son personas o empresas sin conexión legal con Los Alces, que poseen cada uno desde uno a veinte buses o taxibuses con los que la empresa realiza el servicio de transporte de pasajeros.[cita requerida]

### Recorridos
- Concepción - Coronel/Lota
- Concepción - Arauco
- Concepción - Arauco/Tubul/Llico/Punta Lavapie
- Concepción - Curanilahue
- Concepción - Lebu

### Competencia
Los Alces compite en su tramo más corto de 47 km. (Coronel-Lota) por la Autorruta Concepción-Lota con Expresos del Carbón, Transportes Playa Blanca, Nueva Ruta 160, Sotral y Translota.
En su trayecto de 85 km. hacia la comuna de Arauco, su principal competidor es Expresos del Carbón.
Siguiendo por la Ruta CH-160 hacía Curanilahue y Lebu, compite con Buses Jeldres, Jota Ewert (del grupo TurBus), Línea Azul y Buses Sol de Lebu.

## Actualidad
En la actualidad la empresa se enfrenta a nuevas regulaciones en el servicio Concepción - Lota, debido a que la cartera de transportes dispuso un perímetro de exclusión para este recorrido, de implantación a mediados del año 2013; desde entonces los vehículos deberán estar equipados con GPS, un sistema de flota integrado y unificación de colores.
Uno de los mayores problemas de la empresa es la serie de reclamaciones por malos tratos del personal que opera los buses de la empresa tanto hacia estudiantes como a personas adultas, además de las reiteradas infracciones de tráfico de sus conductores que han provocado accidentes con víctimas mortales en los últimos años.
El 12 de diciembre de 2022, dieron a conocer que no respetarán las medidas impuestas por la Seremi de Transportes de la región del Biobío en donde se solicita el aumento de frecuencias en el servicio entregado por ésta empresa.